# Oustalets salangaan
De Oustalets salangaan (Aerodramus fusciphagus germani/amechanus) is een vogel uit de familie Apodidae (gierzwaluwen). Deze vogel werd eerder beschouwd als een aparte soort maar is op de IOC lijst 14.2 samengevoegd met de Eetbaar-nestsalangaan.